# Закон о содомии (1533)

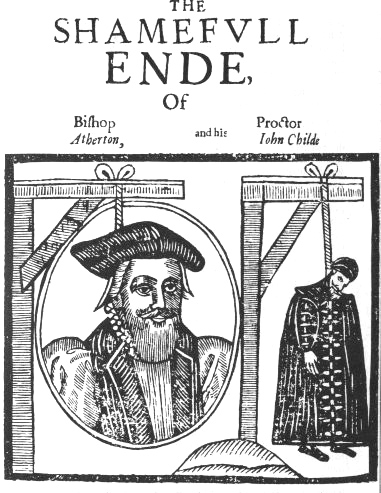
Священник Джон Атертон и его партнёр Джон Чайлд были казнены через повешение в 1641 году

Закон о содомии (англ. Buggery Act 1533) — английский правовой акт 1533 года, предусматривающий наказание в виде смертной казни за содомию, включая однополые сексуальные контакты, анальный секс и зоофилию. Виновные в преступлении подвергались казни через повешение. В случае доказанной попытки совершения указанных деяний обвиняемые наказывались тюремным заключением.
Закон определял содомию (англ. buggery) как противоестественный половой контакт, противоречащий замыслу Бога и человека. Позднее закон был конкретизирован и определял содомию как анальное сношение между двумя мужчинами или между мужчиной и женщиной, а также анальное или вагинальное сношение между человеком и животным. Закон 1533 года был заменён Актом о преступлениях против личности 1828 года, в котором содомия также наказывалась смертной казнью (статья 25).
Уже в 1861 году был принят новый Акт о преступлениях против личности (1861), в котором смертная казнь за содомию была заменена на пожизненное тюремное заключение (статья 61). В 1885 году был принят Акт о поправках к уголовному законодательству (1885), содержащий «Поправку Лабушера», согласно которой мужчины, обвинённые в «грубой непристойности» (англ. gross indecency), под которой понималась всевозможная гомосексуальная активность в случаях, когда содомию нельзя было доказать, могли быть приговорены к тюремному заключению или каторжным работам на срок до двух лет. При этом статья за содомию сохранилась и существовала параллельно.
Акт о половых преступлениях (1967) декриминализовал на территории Англии и Уэльса анальные сексуальные контакты между мужчинами старше 21 года. Лишь в 2003 году с принятием закона Sexual Offences Act 2003 английское уголовное право более не разделяет анальные и вагинальные контакты, также из законодательства полностью исчезли понятия «содомии» и «грубой непристойности».